# Tutanchamon
Tutanchamon, pierwotnie Tutanchaton (ur. ok. 1342–1339 p.n.e., zm. 1323 p.n.e.) – w latach 1333–1323 p.n.e. faraon XVIII dynastii.
Panowanie Tutanchamona koncentrowało się na odrzuceniu monoteistycznego kultu boga Atona, który wprowadził Echnaton, na rzecz tradycyjnego egipskiego politeizmu.

## Rodzina

### Ojciec
Wobec braku jednoznacznych źródeł kwestia ojcostwa Tutanchamona była przedmiotem kontrowersji wśród egiptologów. Początkowo uważany był on za syna Amenhotepa III. Później upowszechniła się hipoteza, iż ojcem jego był syn Amenhotepa III – Echnaton. Na dowód tego wskazywano m.in. blok z Hermopolis przetransportowany z Amarny, który tytułuje Tutanchamona synem króla, z jego ciała. Amarna była zaś stolicą tylko w okresie panowania Echnatona.
Przeprowadzone w latach 2007–2009 w Muzeum Narodowym w Kairze badania genetyczne potwierdziły, że ojcem Tutanchamona był najprawdopodobniej faraon, którego mumię znaleziono w grobowcu KV55 w Dolinie Królów, a którego rodzicami z kolei (co również potwierdziły badania genetyczne) byli Amenhotep III i królowa Teje. Zdaniem Zahiego Hawassa z całą pewnością był nim Echnaton. 
Nie jest to jednak pogląd niekwestionowany. Największą wątpliwość budzi wiek mumii z KV55 określany na podstawie badań szkieletu na zaledwie ok. 25-35 lat, podczas gdy Echnaton zmarł w wieku ok. 45-55 lat. Ponadto badania genetyczne wykazały, że mężczyzna z KV55 nie był ojcem kobiety, której mumię znaleziono w grobowcu KV21, a która była matką dwóch płodów (martwo urodzonych) znalezionych w grobowcu Tutanchamona i potwierdzonych jako jego córki. Albo więc matką tych płodów nie była, jak się najczęściej uważa, Anchesenamon, albo też mężczyzna z KV55 nie był ojcem Anchesenamon, a zatem nie był to Echnaton.
Nie można zatem z całą pewnością wykluczyć, że ojcem Tutanchamona był nie Echnaton, tylko jego młodszy rodzony brat, najczęściej identyfikowany z tajemniczym faraonem Smenchkare, panującym w okresie pomiędzy rządami Echnatona a Tutanchamona.

### Matka
Badania genetyczne wykazały, że matką Tutanchamona była kobieta, której mumię znaleziono w grobowcu KV35, określana jako Młodsza Dama. Była ona córką Amenhotepa III i królowej Teje, a więc była rodzoną siostrą ojca Tutanchamona. Wcześniejsza hipoteza zakładająca, że matką Tutanchamona była Nefertiti jest obecnie w większości odrzucana. Niektórzy badacze wciąż jednak jej bronią, wskazując na niepewność z jaką wiążą się badania DNA przeprowadzane na liczących tysiące lat zwłokach. Matką Tutanchamona nie była również zapewne druga znana z imienia żona Echnatona, Kija, chyba że odrzuci się hipotezy o cudzoziemskim (mitannijskim) pochodzeniu Kiji oraz o jej śmierci w połogu.

### Żona i potomstwo
Jedyną znaną żoną Tutanchamona była jego przyrodnia siostra (zakładając, że był on synem Echnatona), Anchesenamon, córka Echnatona i Nefertiti. Dwie córki pary królewskiej urodziły się martwe, odpowiednio w piątym i ósmym miesiącu ciąży. Ich mumie zostały złożone w grobowcu ojca. Brak jest informacji o innym potomstwie Tutanchamona.

## Życiorys
Przejął władzę około roku 1333 p.n.e., po śmierci królowej Nefertiti (Anchetcheperure Neferneferuaton), która objęła władzę po odejściu Echnatona. Faraon miał wtedy około 10 lat. Najprawdopodobniej został osadzony na tronie z niemałą pomocą potężnego wówczas na dworze królewskim wezyra Aja. Młody władca potrzebował wsparcia w sprawowaniu władzy. W jego imieniu powołano regentów, którymi zostali Aj i Horemheb. Mieli oni niewątpliwie ogromny wpływ na Tutanchamona i to prawdopodobnie ich zasługą jest program restauracji państwa podjęty przez władcę.
Jako syn Echnatona i jego drugorzędnej małżonki nie miał realnych praw do władzy, dlatego też w wieku dwunastu lat musiał poślubić księżniczkę Anchesenaton, swoją przyrodnią siostrę, córkę Echnatona i jego głównej małżonki, królowej Nefertiti.
Zanim opuścił Achetaton, rezydował tam przez dwa lata. W 3. roku panowania przeniósł stolicę z Achetaton (dzisiejsza Amarna) do Memfis, które to sam wybrał z uwagi na możliwość lepszej kontroli sytuacji zagranicznej (głównie w Azji).
Początkowo nosił imię Tutanchaton, jednak w 4. roku swojego panowania zmienił je na Tutanchamon ("żywy obraz Amona"), a jego żona Anchesenaton zmieniła imię na Anchesenamon. Przywrócił tradycyjną religię egipską z kultem boga Amona na czele, wykorzeniając resztki heretyckiej religii stworzonej przez jego ojca. Tutanchamon stopniowo realizował politykę przywrócenia starych porządków z czasów przed założeniem Achetaton. W tym celu wzniósł tzw. stelę restauracyjną w Karnaku.
Zapewne faraon uczynił to pod znaczącym wpływem tebańskich kapłanów Amona i swojego wezyra, Aja, gdyż musiał wtedy być zbyt młodym i niedoświadczonym władcą.
Przejawiał bardzo niewielkie zainteresowanie posiadłościami egipskimi w Syrii, Palestynie i Fenicji, gdyż za jego panowania ludy z tych krain zrzuciły zwierzchnictwo Egiptu.
Za jego czasów wezyrami byli Usermontu i Pentju, arcykapłanem Amona – Parennefer, podskarbim – Majaus, wicekrólem Kusz – Haj.
Zmarł nagle w 1323 p.n.e.

## Budowa ciała i zdrowie
Badania mumii pozwoliły stwierdzić, iż Tutanchamon miał 163 cm wzrostu i szczupłą sylwetkę. Miał zaokrągloną twarz i podbródek oraz pełne policzki, wystające zęby, dziewczęce biodra i szpotawą stopę.
Przeprowadzone w Muzeum Narodowym w Kairze badania mumii pozwoliły ustalić, że Tutanchamon chorował na malarię, bowiem w jego mumii stwierdzono występowanie pasożytów Plasmodium falciparum wywołujących tę chorobę.
Ustalono również, że chorował na zapalenie kości (tzw. choroba Freiberga-Köhlera II); krążenie krwi w tkance kostnej było niedostateczne, co osłabiało i niszczyło fragmenty szkieletu. Tę diagnozę potwierdzają wykopaliska. W grobowcu Tutanchamona znajdowała się laska ułatwiająca chodzenie i cały zestaw leków.
Badania wykluczyły hipotezę, wedle której młody faraon miał cierpieć na ginekomastię. Zaprzeczyły również, by cierpiał na zespół Marfana.
Wysuwane wcześniej hipotezy o śmierci w wyniku morderstwa są obecnie odrzucane przez większość egiptologów. W 2005 roku mumię Tutanchamona przeskanowano tomografem komputerowym, ustalając, że uszkodzenia kości czaszki powstały po śmierci faraona. Najbardziej prawdopodobną przyczyną zgonu była przypuszczalnie infekcja będąca skutkiem źle leczonego złamania kości udowej lewej nogi, do którego mogło dojść w wyniku wypadku lub rany odniesionej na polu bitwy. 

## Architektura

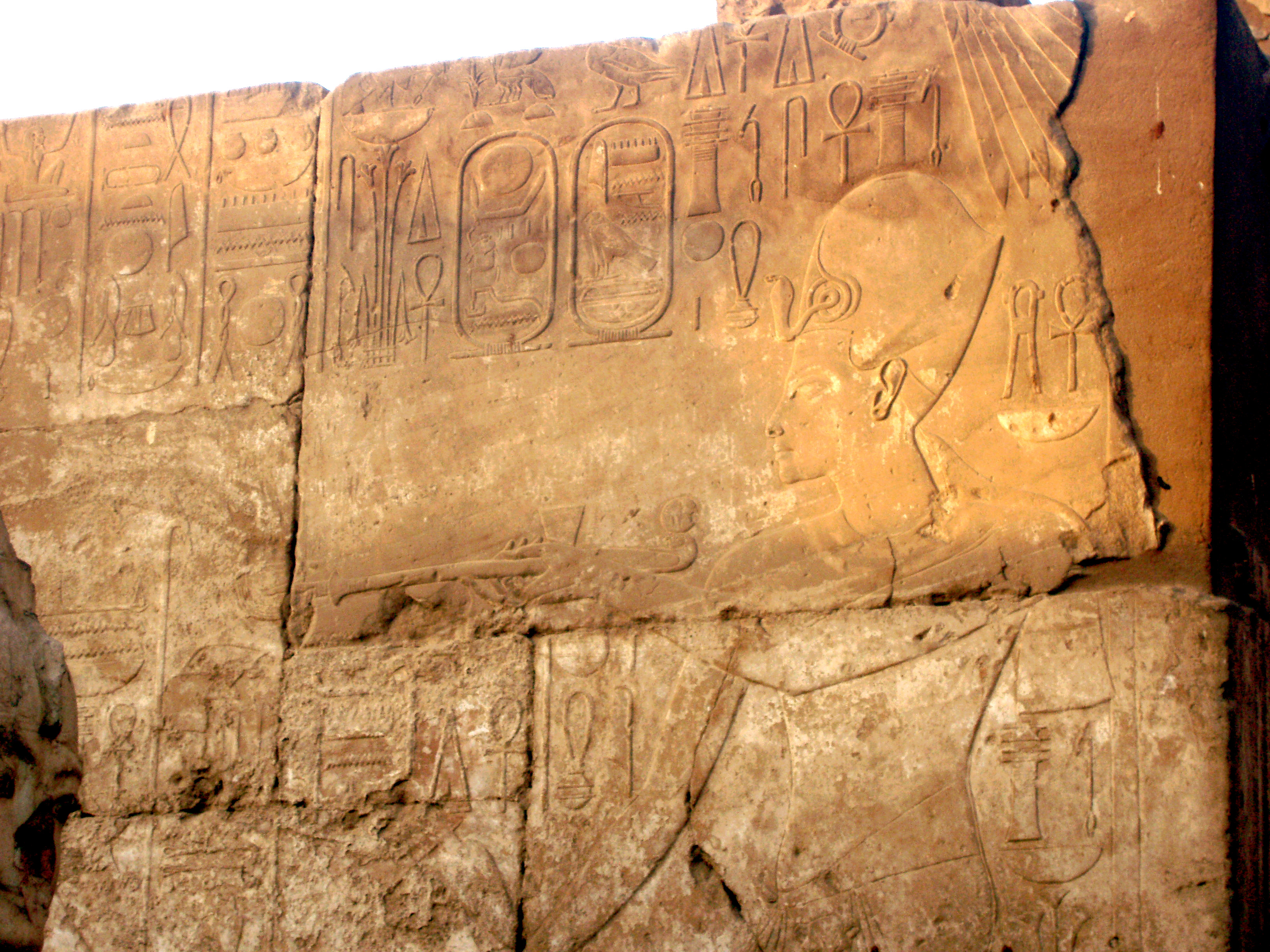
Przedstawienie Tutanchamona podczas składania ofiary i libacji. Świątynia w Luksorze

Tutanchamon, podobnie jak inni władcy XVIII dynastii, najwięcej budowli pozostawił po sobie w Tebach. Dokończył zdobienie kolumnady w świątyni w Luksorze, gdzie w 1989 r. na dziedzińcu odkryto figurę sfinksa z jego imieniem.
W Karnaku zburzono świątynię Echnatona. Tutanchamon zbudował tam dwie kaplice: dom pana wcieleń, Re, w Tebach oraz dom pana wcieleń, Re, ukochanego przez Amona, który zaprowadził porządek w Tebach.
Nazwa drugiej oddaje ideę restauracji podjętą przez władcę.
Tutanchamon ukończył aleję sfinksów pomiędzy świątynią Amona a świątynią Mut oraz prowadził prace rekonstrukcyjne. W Karnaku pozostawił także stele oraz wiele posągów Amona o rysach młodego władcy. W Tebach Zachodnich znajdują się dwa, uzurpowane przez Eje i Horemheba, ogromne posągi. Znaleziono także przedmioty Tutanchamona w pałacu Amenhotepa III w Malkacie. Na północy król pozostawił po sobie dwa nadproża, w Memfis i Sakkarze, a także popiersie, bramę i stelę w Gizie. Poświadczony jest także trzeci pochówek Apisa oraz świątynia dom pana postaci Re w Memfis.
Tutanchamon nie zapomniał o Nubii. W mieście Kawa zbudował kaplicę Amonowi. Świątynia, głowa i granitowa grupa świadczą o działalności także w Faras.

## Grobowiec

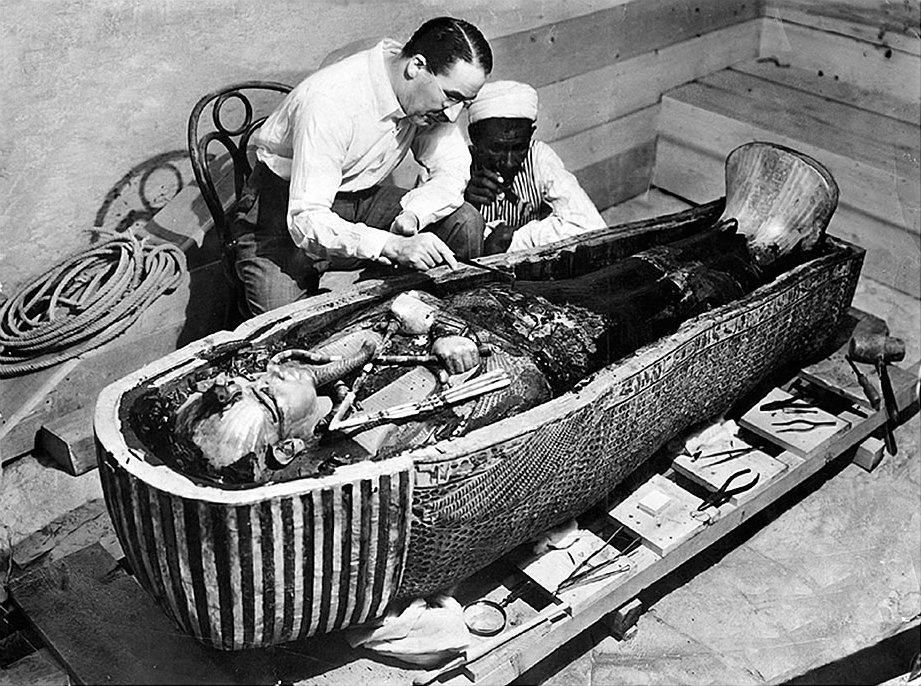
H. Carter bada sarkofag faraona

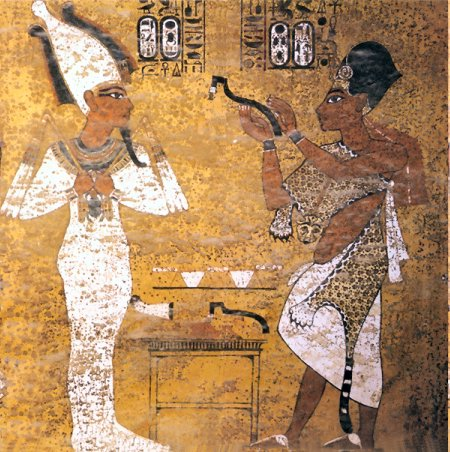
Malowidło z grobu przedstawia Aja na ceremonii symbolicznego otwarcia ust zmarłemu faraonowi przez które dusza odejdzie do nieba. Przywilej następcy tronu. Skóra lamparta to atrybut najwyższego kapłana.

Tutanchamon został pochowany w Dolinie Królów w Tebach Zachodnich, w grobowcu KV62. Zaszczytu odprawienia ceremonii złożenia do grobu królewskiej mumii, w tym także ceremonii "otwarcia ust", dostąpił Aj, który przejął potem władzę jako nowy faraon. Istnieje prawdopodobieństwo, że grobowiec Tutanchamona został wyposażony w skarby wyniesione z miejsc pochówku jego ojca Echnatona i macochy Nefertiti. Złota maska Tutanchamona (która w 2015 roku została uszkodzona przez pracowników Muzeum Egipskiego w Kairze) nosi ślady przeróbek. Także na sarkofagu odkryto ślady ponownego rzeźbienia.
W wyniku badań w 2018 roku okazało się, że słynna złota maska jednak w całości została wykonana specjalnie dla zmarłego faraona, nie wykazano żadnych przeróbek (skan zawartości złota w masce pogrzebowej wykazał takie samo stężenie złota, gdyby dokonano przeróbek typu, odcięcie głowy innego faraona i wykucie i "wklejenie" głowy Tutanchamona, to zawartość złota by się różniła). 
Grobowiec odkrył 4 listopada 1922 roku angielski archeolog Howard Carter.

## Rodowód

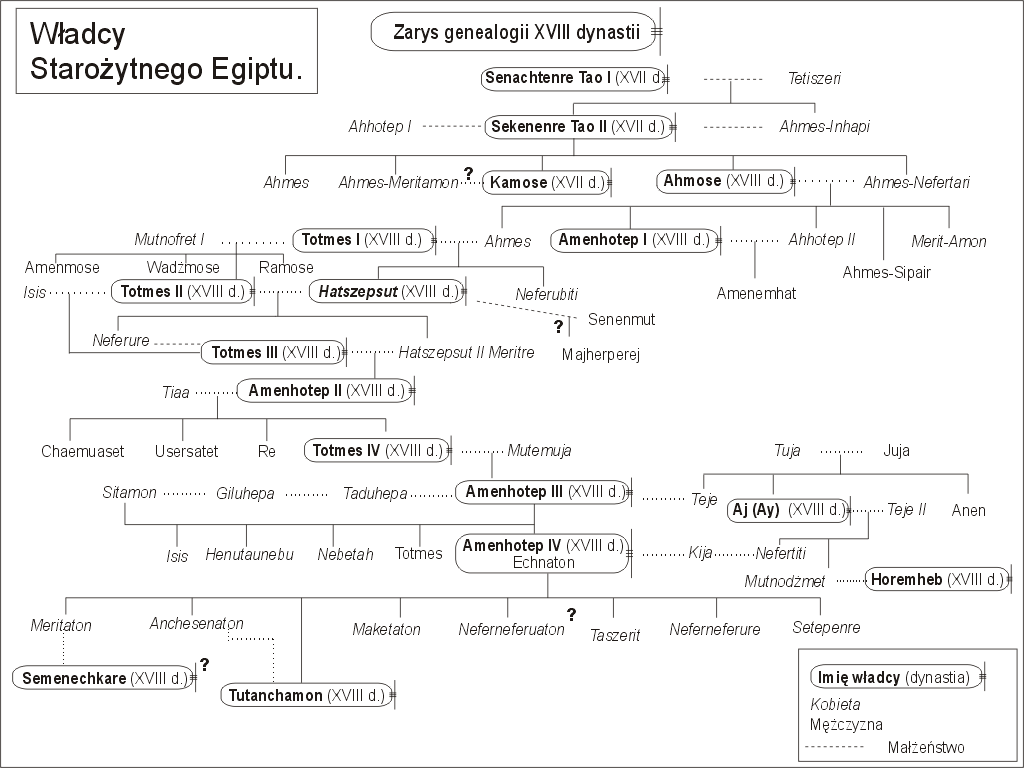
Zarys genealogii XVIII dynastii

| 4. Amenhotep III |  |                    |  |  |                |
|                  |  | 2. Echnaton        |  |  |                |
| 5. Teje          |  |                    |  |  |                |
|                  |  |                    |  |  | 1. Tutanchamon |
| 6. Tuszratta     |  |                    |  |  |                |
|                  |  | 3. Kija (Taduhepa) |  |  |                |
| 7. Juni          |  |                    |  |  |                |
|                  |  |                    |  |  |                |

## Tytulatura
| G5 |

| G5 |

| E1 · D40 | t | w&t | ms | s | w | t · Z2 |

| E1 · D40 | t | w&t | ms | s | w | t · Z2 |

| E1 · D40 | t | w&t | ms | s | w | t · Z2 |

| E1 · D40 | t | w&t | ms | s | w | t · Z2 |

| G5 |

| G5 |

| E1 · D40 | t | w&t | ms | s | w | t · Z2 |

| E1 · D40 | t | w&t | ms | s | w | t · Z2 |

| E1 · D40 | t | w&t | ms | s | w | t · Z2 |

| E1 · D40 | t | w&t | ms | s | w | t · Z2 |

| G16 |

| G16 |

| nfr | h · p | w | iz | Z3 | s | g · r | H | a · N17 · N17 | N21 · N21 |

| nfr | h · p | w | iz | Z3 | s | g · r | H | a · N17 · N17 | N21 · N21 |

| nfr | h · p | w | iz | Z3 | s | g · r | H | a · N17 · N17 | N21 · N21 |

| nfr | h · p | w | iz | Z3 | s | g · r | H | a · N17 · N17 | N21 · N21 |

| G16 |

| G16 |

| nfr | h · p | w | iz | Z3 | s | g · r | H | a · N17 · N17 | N21 · N21 |

| nfr | h · p | w | iz | Z3 | s | g · r | H | a · N17 · N17 | N21 · N21 |

| nfr | h · p | w | iz | Z3 | s | g · r | H | a · N17 · N17 | N21 · N21 |

| nfr | h · p | w | iz | Z3 | s | g · r | H | a · N17 · N17 | N21 · N21 |

| G8 |

| G8 |

| U39 | xa · Z2 | s | Htp · t · p | nTrw |

| U39 | xa · Z2 | s | Htp · t · p | nTrw |

| U39 | xa · Z2 | s | Htp · t · p | nTrw |

| U39 | xa · Z2 | s | Htp · t · p | nTrw |

| G8 |

| G8 |

| U39 | xa · Z2 | s | Htp · t · p | nTrw |

| U39 | xa · Z2 | s | Htp · t · p | nTrw |

| U39 | xa · Z2 | s | Htp · t · p | nTrw |

| U39 | xa · Z2 | s | Htp · t · p | nTrw |

| M23 · X1 | L2 · X1 |

| M23 · X1 | L2 · X1 |

| ra | xpr | Z2 · nb |

| ra | xpr | Z2 · nb |

| ra | xpr | Z2 · nb |

| ra | xpr | Z2 · nb |

| M23 · X1 | L2 · X1 |

| M23 · X1 | L2 · X1 |

| ra | xpr | Z2 · nb |

| ra | xpr | Z2 · nb |

| ra | xpr | Z2 · nb |

| ra | xpr | Z2 · nb |

| M23 · X1 | L2 · X1 |

| M23 · X1 | L2 · X1 |

| ra · nb | xpr | Z3 | HqA | Sw |

| ra · nb | xpr | Z3 | HqA | Sw |

| ra · nb | xpr | Z3 | HqA | Sw |

| ra · nb | xpr | Z3 | HqA | Sw |

| M23 · X1 | L2 · X1 |

| M23 · X1 | L2 · X1 |

| ra · nb | xpr | Z3 | HqA | Sw |

| ra · nb | xpr | Z3 | HqA | Sw |

| ra · nb | xpr | Z3 | HqA | Sw |

| ra · nb | xpr | Z3 | HqA | Sw |

| G39 | N5 |

| G39 | N5 |

| i | mn · n | t | w | t | anx |

| i | mn · n | t | w | t | anx |

| i | mn · n | t | w | t | anx |

| i | mn · n | t | w | t | anx |

| G39 | N5 |

| G39 | N5 |

| i | mn · n | t | w | t | anx |

| i | mn · n | t | w | t | anx |

| i | mn · n | t | w | t | anx |

| i | mn · n | t | w | t | anx |

| G39 | N5 |

| G39 | N5 |

| i | mn · n | t | w | t | anx | HqA | iwn | Sma |

| i | mn · n | t | w | t | anx | HqA | iwn | Sma |

| i | mn · n | t | w | t | anx | HqA | iwn | Sma |

| i | mn · n | t | w | t | anx | HqA | iwn | Sma |

| G39 | N5 |

| G39 | N5 |

| i | mn · n | t | w | t | anx | HqA | iwn | Sma |

| i | mn · n | t | w | t | anx | HqA | iwn | Sma |

| i | mn · n | t | w | t | anx | HqA | iwn | Sma |

| i | mn · n | t | w | t | anx | HqA | iwn | Sma |

| G39 | N5 |

| G39 | N5 |

| i | t · n · ra | t | w | t | anx | n · x |

| i | t · n · ra | t | w | t | anx | n · x |

| i | t · n · ra | t | w | t | anx | n · x |

| i | t · n · ra | t | w | t | anx | n · x |

| G39 | N5 |

| G39 | N5 |

| i | t · n · ra | t | w | t | anx | n · x |

| i | t · n · ra | t | w | t | anx | n · x |

| i | t · n · ra | t | w | t | anx | n · x |

| i | t · n · ra | t | w | t | anx | n · x |